# القط الأسود (مسلسل)
القط الأسود هو مسلسل بوليسي مصري أُنتج عام 1964، كتب قصته محمد المازني، ومن إخراج عادل صادق. وعدد حلقات المسلسل هو 8 حلقات.

## الأحداث
تدور أحداث القصة حول زعيم عصابة ملقب بـ«القط الأسود» يرتدي قناع قط أسود، ويتعاون مع عصابته لارتكاب جرائم، ويدخل في صراع مع رجال المباحث، وتفشل الشرطة في القبض عليه، ويكشف في الحلقة السابعة عن هويته أمام شقيقه الأصغر، فيتبيَّن أن وجهه مُشوَّه بسبب حريق نشب في منزله قبل 10 سنوات.